# Ubisoft Paris
Ubisoft Paris — французька компанія, яка спеціалізується на розробці комп'ютерних ігор, дочірня компанія Ubisoft, яка розташована в Парижі.
До найвідоміших розробок компанії належать шутери XIII і Red Steel, серії ігор Tom Clancy's Ghost Recon і Rayman та інші. Однією з останніх розробок є гра Red Steel 2, продовження першої частини, яке вийшло ексклюзивно для консолі Wii. У 2011 році відбувся вихід тактичного шутеру Tom Clancy's Ghost Recon: Future Soldier

## Розроблені ігри
- 1999 — Monaco Grand Prix (PlayStation)
- 2003 — RS3: Racing Simulation Three (PlayStation 2)
- 2003 — XIII (ПК, GameCube, PS2)
- 2005 — 187 Ride or Die (Xbox)
- 2006 — Tom Clancy's Ghost Recon Advanced Warfighter (версія для Xbox 360)
- 2006 — Red Steel (Wii)
- 2007 — Tom Clancy's Ghost Recon Advanced Warfighter 2 (ПК, X360, PS3, PSP)
- 2007 — Rayman Raving Rabbids 2 (ПК, Nintendo DS)
- 2008 — Imagine Figure Skater (DS)
- 2008 — Rayman Raving Rabbids: TV Party (Wii, DS)
- 2009 — Just Dance (Wii)
- 2009 — Red Steel 2 (Wii)
- 2011 — Tom Clancy's Ghost Recon: Future Soldier (ПК, PS3, X360, Wii, PSP, DS)